# Brandstofadditief
Een brandstofadditief (meestal kortweg additief genoemd) is een chemische stof die wordt toegevoegd aan een brandstof. Dergelijke additieven worden toegevoegd om er bijvoorbeeld voor te zorgen dat de brandstof geen vocht opneemt (zodat de brandstof niet verdampt) of om de brandstof een onderscheidende kleur of geur te geven.
Enkele gebruikte additieven in brandstoffen zijn:
- Furfural als kleurstof in rode diesel.
- Ethyl-tert-butylether (ETBE)
- Methyl-tert-butylether (MTBE)
- 1,2-propaandiamine
- 2-methoxy-2-methylbutaan (TAME)
- Dimethylmethylfosfonaat (DMMP)
- Methylcyclopentadienylmangaantricarbonyl
- Thiolen geven een gaslucht aan op zichzelf reukloze stoffen als aardgas, propaan, butaan en stadsgas.